# James Garner
James Garner (tên khai sinh: James Scott Bumgarner; 7 tháng 4 năm 1928 – 19 tháng 7 năm 2014) là một nam diễn viên, nhà sản xuất và nghệ sĩ lồng tiếng người Mỹ. Ông tham gia đóng một số phim truyền hình trong hơn năm thập niên, trong đó có những vai diễn nổi tiếng như Bret Maverick trong loạt phim Viễn Tây Maverick trong thập niên 1950 và Jim Rockford trong The Rockford Files. Ông còn thủ vai chính trong hơn 50 phim chiếu rạp như The Great Escape (1963) với Steve McQueen, The Americanization of Emily (1964) của Paddy Chayefsky, Grand Prix (1966), Victor/Victoria (1982) của Blake Edwards, Murphy's Romance (1985) (phim giúp ông nhận một đề cử Oscar), Space Cowboys (2000) với Clint Eastwood và The Notebook (2004).